# Cenobit
Cenobiti, cenobitsko meništvo, so menihi, ki živijo v skupnostih.
Cenobitsko meništvo je meniška tradicija, ki poudarja življenje v skupnosti. Pogosto na Zahodu skupnost pripada verskemu redu in življenje menihov cenobitov ureja versko pravilo, zbirka predpisov. Starejši stil meništva, živeti kot puščavnik, se imenuje eremitski. Tretja oblika meništva, ki jo najdemo predvsem v vzhodnem krščanstvu, je sket.
Že v prvih stoletjih krščanstva ločimo dva tipa meništva, anahoretski in cenobitski. Cenobiti so živeli v skupnostih tudi po več sto ali tisoč menihov. Pri taki množici je obstajala hierarhija in vodilo (regula), ki je pogosto zelo natančno določalo življenje in red v skupnosti. Oblikovala so se meniška naselja, ki so vključevala vse potrebne prostore, bivalne in skupne, in seveda obzidje za obrambo. Oče takega meništva je Pahomij.

## Izvor
Beseda cenobitis se je sprva uporabljala za privržence Pitagore v Crotoneju v Italiji, ki so ustanovili občino ne samo za filozofski študij, temveč tudi za »prijateljsko delitev posvetnih dobrin«.